# Víctor Valdés
Víctor Valdés Arribas, född 14 januari 1982 i L'Hospitalet de Llobregat, är en spansk före detta professionell fotbollsmålvakt.
Han spelade för FC Barcelona mellan 2002 och 2014. Valdés var FC Barcelonas förstemålvakt under säsongen 2004–2005, då man vann La Liga. Han hedrades också med Zamoratrofén som går till säsongens bäste målvakt.
Víctor Valdés är den mest framgångsrika målvakten i FC Barcelonas historia. Han har vunnit 18 titlar med klubben och innehar rekordet i antalet spelade matcher för målvakter i FC Barcelona. Han är även innehavare av klubbrekordet i antalet matcher att hålla nollan med 152 av 330 spelade matcher i ligan före Andoni Zubizarreta som höll nollan i 123 av sina 301 matcher han spelade för FC Barcelona.

## Biografi
1992, när han var tio år, började han spela i Barcelonas ungdomsakademi och valdes ut bland flera barn till att få spela i Barcelonas U10-lag. Men Valdés stannade inte så länge i klubben, för i september samma år flyttade hans familj till Teneriffa. Tre år senare, 13 år gammal, var han dock tillbaka i klubben.
2000 fick den då 18-årige Víctor Valdés göra sin debut i Barcelonas B-lag. Där han imponerade såpass mycket att han redan två år senare fick debutera i förstalaget.

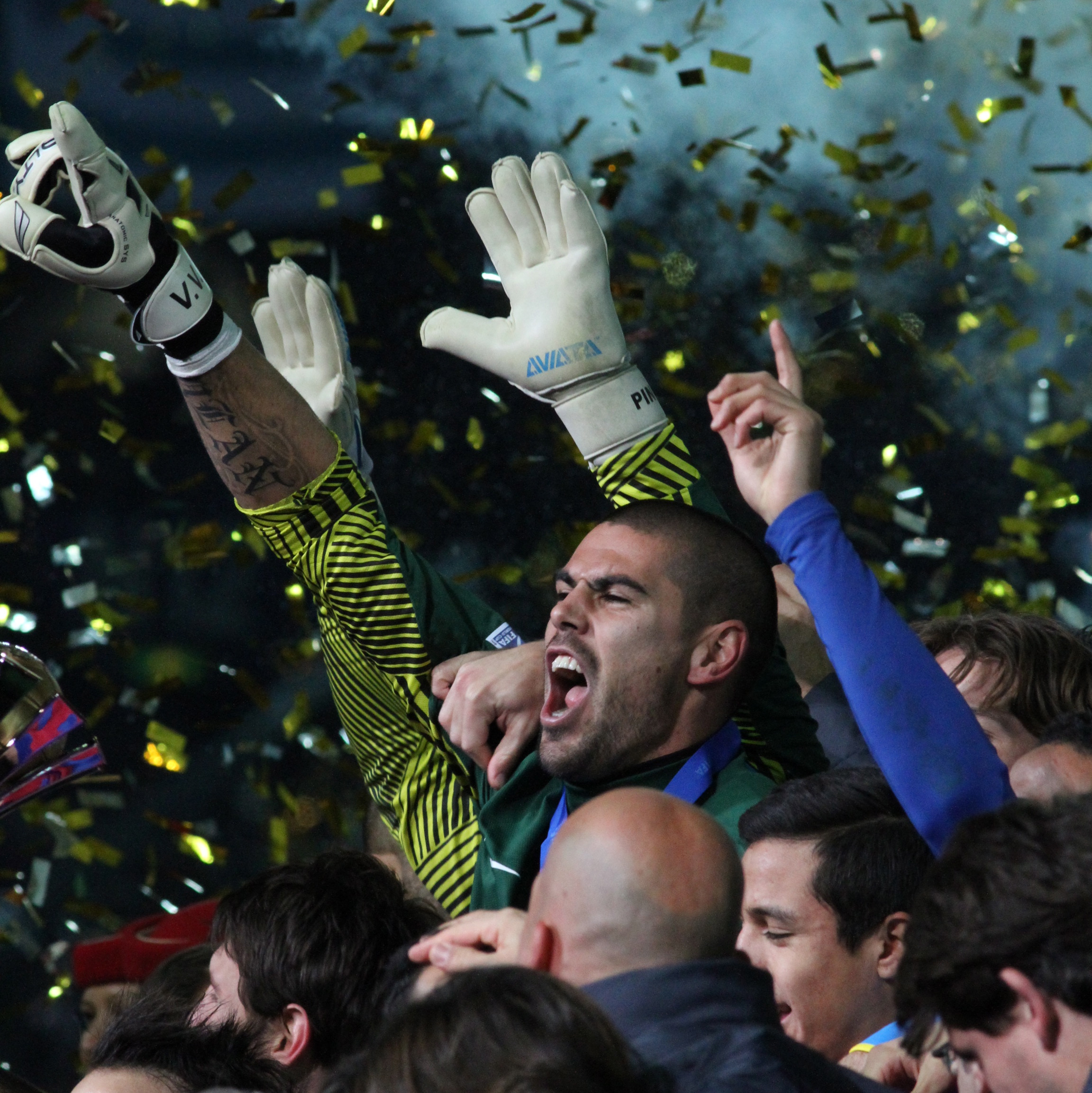
En glad Víctor Valdés firar vinsten i klubblags-VM (4–0 över Santos FC), 18 december 2011.

## Klubbkarriär

### 2002/2003
Det var säsongen 2002/2003 den 20-årige Valdés blev en spelare i FC Barcelonas förstalag. Valdés var från början tänkt att vara andremålvakt, då klubben precis hade köpt världsmålvakten Rüstü Reçber. Men när säsongen var slut hade unge Valdés imponerat så mycket att han nu var förstemålvakt, och Rüstü fick nöja sig med att se sitt nya lag från bänken.

### 2004/2005
Säsongen 2004/2005 vann Valdés den spanska ligan för första gången, och han fick då motta Zamoratrofén som La Ligas bästa målvakt.

### 2005/2006
Säsongen 2005/2006 vann Víctor och Barcelona den spanska supercupen, ligan och Champions League. CL-finalen spelades 17 maj i Paris, och Arsenal FC var motståndare. Det var Barcelonas andra Champions League-guld någonsin, och Valdés var en av finalens bästa spelare då hans blixtsnabba ingripanden höll Barcelona kvar i matchen. Arsenal började bäst och Henry hade läge på läge, men Víctor Valdés var hela tiden i vägen. Detta var en kväll när allt gick rätt för Valdés.

### 2006/2007
Den 17 juni 2007 tangerade Valdés Barcelonalegendaren Andoni Zubizarretas rekord genom att ha spelat alla 38 matcherna i La Liga från start utan att bli utbytt.

### 2007/2008
Den 7 november 2007 slog Valdés klubbrekordet genom att hålla nollan i 466 minuter i Champions League. Den 1 april 2008 gjorde Valdés sin 250:e match för FC Barcelona.

### 2008/2009
Säsongen 2008/2009 blev en rekordsäsong för Barcelona som med Víctor i målet blev det första spanska lag att någonsin vinna "trippeln" (Cupen, Ligan och CL). I semifinalmatcherna i CL mot Chelsea var Barça riktigt illa ute och Drogba fick ett antal frilägen, men en viss Víctor Valdés var i vägen gång på gång och gjorde otroliga räddningar. I ligan imponerade han också stort och vann Zamoratrofén för andra gången i sin karriär.

### 2009-2014
FC Barcelona vann La Liga 2009/2010 efter att bara ha förlorat en enda match under säsongen. Valdés släppte in minst mål av alla målvakter i Primera Division (La Liga) – endast 24 mål under hela ligasäsongen. Valdés fick en plats i VM 2010 som andramålvakt, efter bra prestationer i Barcelona.
Víctor Valdés skrev på ett nytt kontrakt med FC Barcelona som sträcker sig fram till 30 juni 2014. Den Barcelonafödde Valdés berättade, efter att kontraktet skrivits under, att det var en dröm som gått i uppfyllelse. Efter att kontraktet gick ut var det klart att Valdés lämnade Barcelona efter hela 12 säsonger hos A-laget.

### 2015-2017
Efter att ha rehabtränat med Manchester United sedan oktober 2014, efter en svår knäskada som han ådrog sig i mars samma år i en ligamatch med Barcelona, så skrev Víctor Valdés på ett 18 månaders kontrakt med United den 8 januari. Enligt Louis Van Gaal gjorde han det som reservmålvakt bakom David De Gea.
Den 7 juli 2016 värvades Valdés av engelska Middlesbrough, där han skrev på ett tvåårskontrakt. Efter endast en säsong meddelade Middlesbrough att Valdés skulle lämna klubben efter säsongen 2016/2017.
I augusti 2017 avslutade Valdés sin fotbollskarriär.

## Meriter

### FC Barcelona
- La Liga: 2004/2005, 2005/2006, 2008/2009, 2009/2010, 2010/2011, 2012/2013
- UEFA Champions League: 2005/2006, 2008/2009, 2010/2011
- Spanska cupen: 2008/2009, 2011/2012
- Spanska supercupen: 2005, 2006, 2009, 2010, 2011, 2013
- UEFA Super Cup: 2009, 2011
- VM för klubblag: 2009, 2011

Standard Liège
- Belgisk cupmästare: 2016

### Spanien
- VM-Guld 2010
- EM-Guld 2012